# ふくふくしゃくなげ号

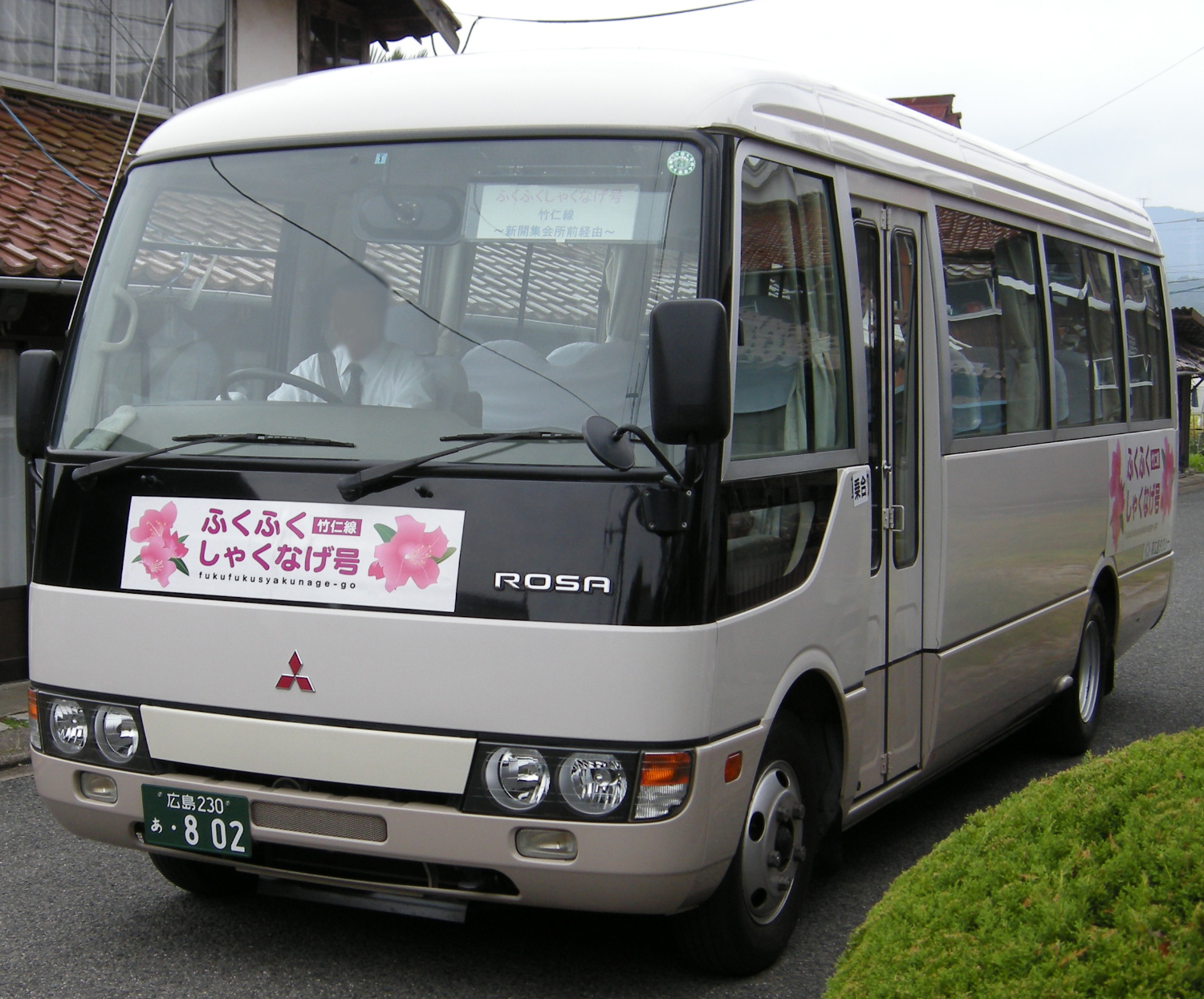
上竹仁線の車両（東広島タクシー）

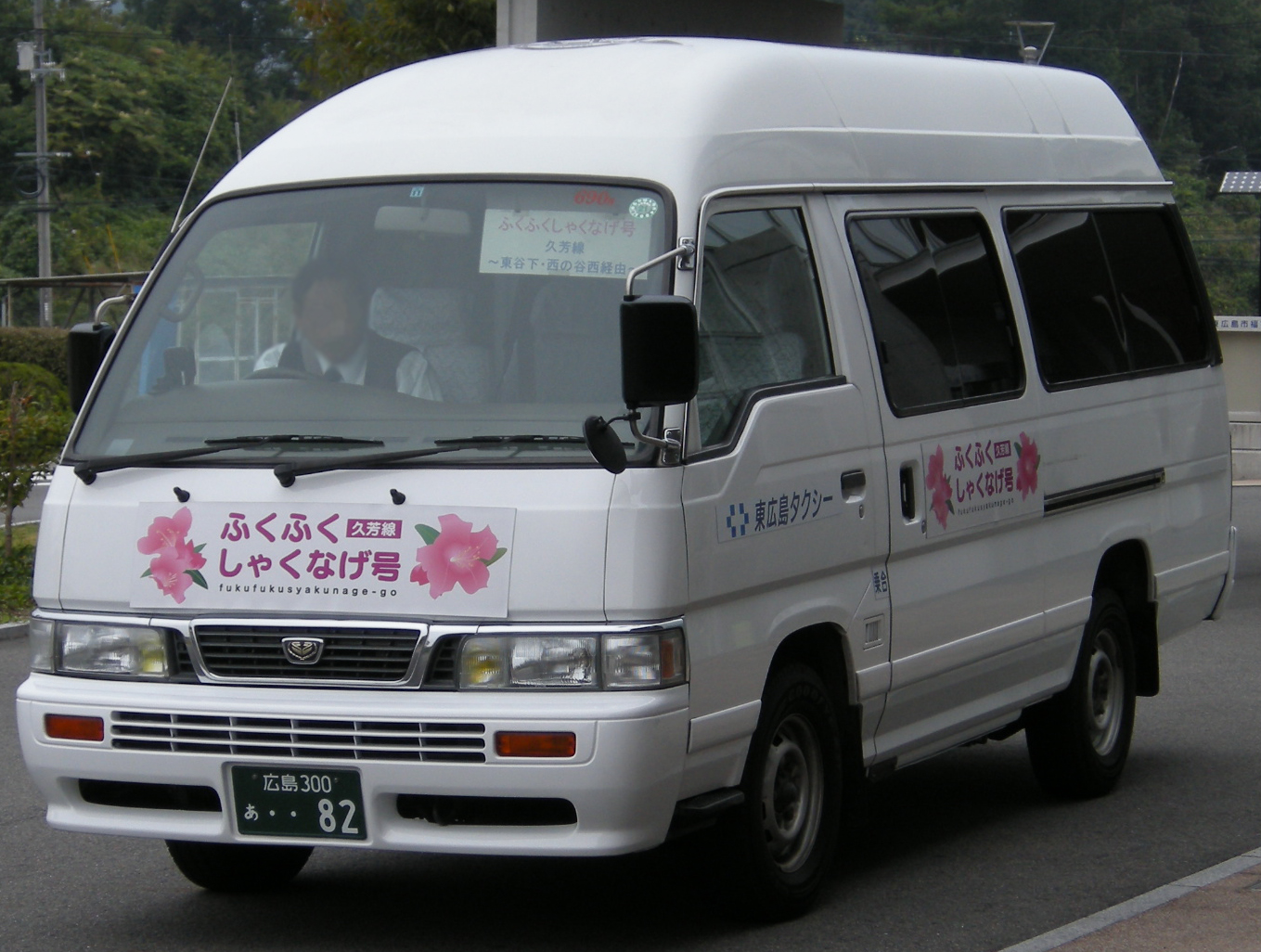
久芳線の車両（東広島タクシー）

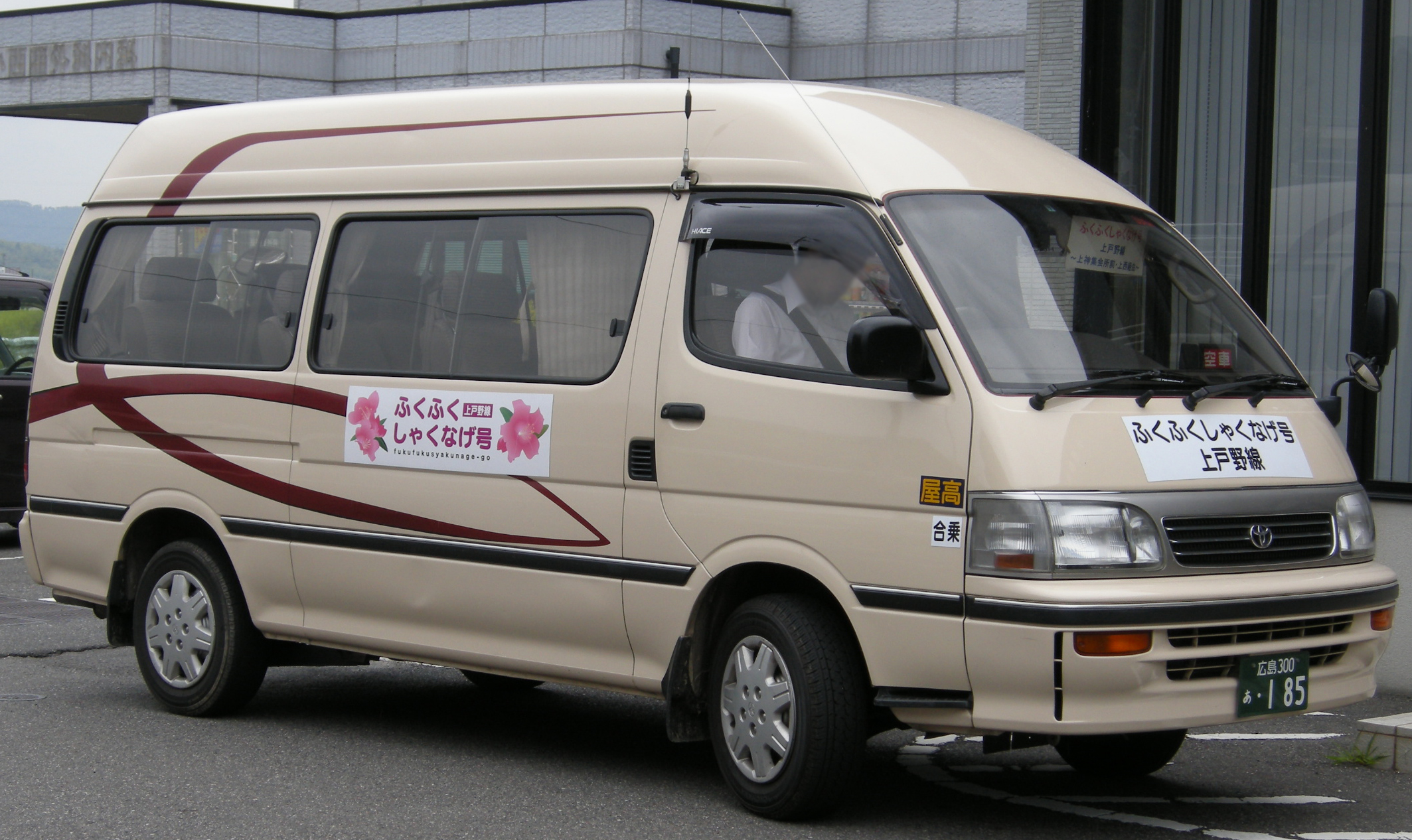
上戸野線の車両（高屋タクシー）

ふくふくしゃくなげ号（ふくふくしゃくなげごう）は、かつて広島県東広島市が福富地区で運行していたコミュニティバスである。運行は東広島タクシー、高屋タクシーの2社に委託していた。

## 概要
2008年2月1日より試験運行を開始、同年4月1日より本格運行へ移行した。
利用者減少により、2014年（平成26年）に廃止された。運行開始2年後の2010年（平成22年）の年間利用者数は1,834人であったが、2011年は1,109人、2012年は928人、2013年は848人と、その後は右肩下がりに利用者が減少し続けていった。廃止された2014年の利用者数は433人であった。
廃止に対しては地元からの反対もあり、2014年10月10日、福富地区の住民自治協議会は市に対して申し入れを行い、当時の副市長に対し「ふくふくしゃくしゃくなげ号」廃止後の代替交通手段をどのように考えているのか質問するとともに、利用者が少なければ不要で廃止するという考え方は疑問であるとして、地域住民としての意見を述べた。

## 沿革
- 2008年（平成20年）
  - 2月1日 - 試験運行開始[1]。
  - 4月1日 - 本格運行開始。
- 2014年（平成26年）- 廃止[1]。

## 運行内容
- 運賃：1乗車あたり、中学生以上は300円、小学生は150円。幼児（1歳～未就学児）は1人まで無料、2人目以降150円。乳児（1歳未満）は無料。
  - 身体障害者手帳の提示により運賃が150円となる。
  - 65歳以上の高齢者を対象とした割引回数券（10枚綴り2,000円）が販売されていた。
- 運行日：火曜日、金曜日

## 路線

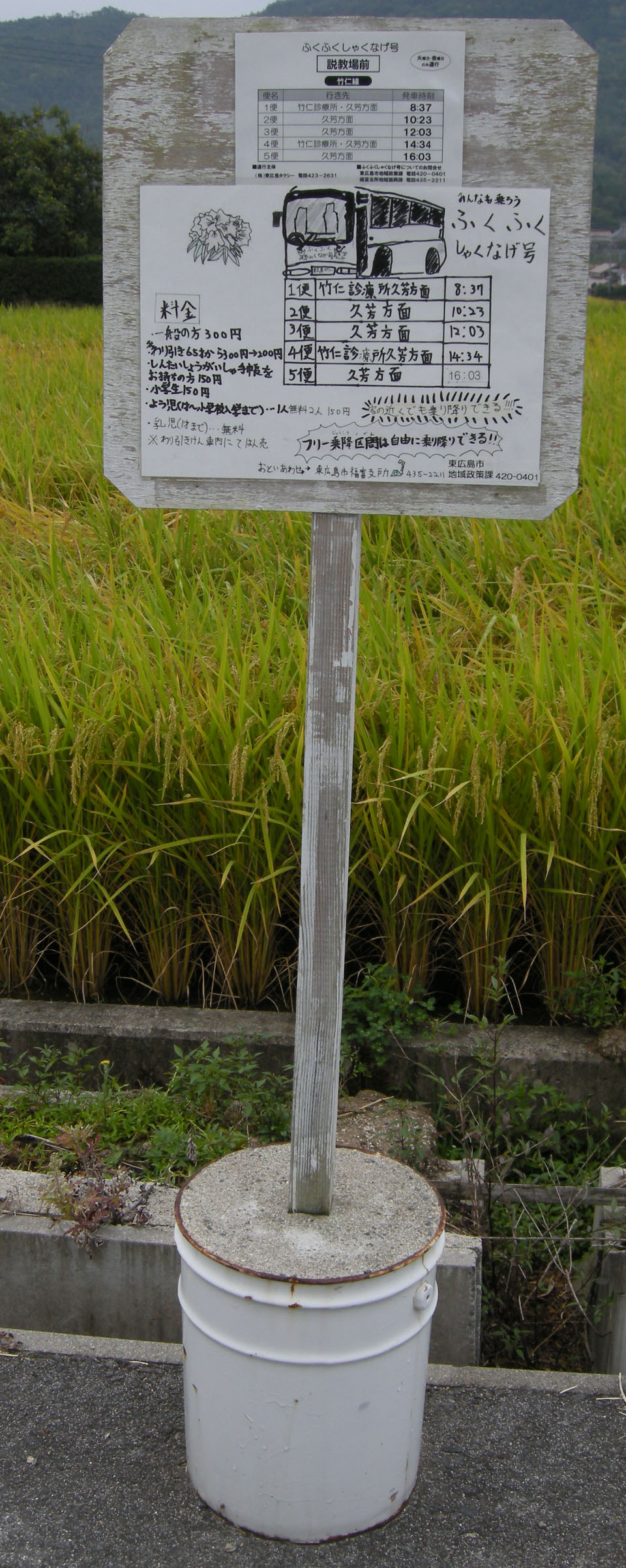
上竹仁線のバス停留所
児童がバスの絵を描いたポスターが貼られている。

以下の3路線があった。フリー乗降区間が設けられていた。
上竹仁線の各バス停留所には時刻表のほか、地元の児童が描いた「ふくふくしゃくなげ号」についてのポスターが掲げられていた。

### 上竹仁線
- 福富支所東 - 湖畔の里福富 - 天神 - 下の谷東 - 下組集会所北 - 新開集会所前 - 上竹仁 - 竹仁診療所前 - 天神 - 湖畔の里福富 - 福富支所東
  - 東広島タクシーが運行を担当。

### 久芳線
- 福富支所東 - 湖畔の里福富 - 上久芳 - 松崎中 - 東谷下 - 丁田 - 福富支所東 - 湖畔の里福富 - 三橋西 - 西の谷西 - 湖畔の里福富 - 福富支所東　
  - 東広島タクシーが運行を担当。

### 上戸野線
- 小西脳外科内科医院前 - 末宗 - 上神集会所前 - 末宗 - 上西 - 南公民館前 - 末宗 - 小西脳外科内科医院前　
  - 高屋タクシーが運行を担当。

## 車両
上竹仁線はマイクロバス（三菱ふそう・ローザ）、他の2路線はジャンボタクシー用ワンボックスカー（トヨタ・ハイエース）を使用していた。

## 東広島市のコミュニティバス
東広島市では「のんバス」の他にも、市町村合併により現在の東広島市が成立する以前の各町の町域で、コミュニティバス等を運行している。